# Esther Condé-Turpin
Esther Condé-Turpin, née le 29 avril 1996 à Saint-Joseph sur l'île de la Réunion est une athlète française spécialiste des épreuves combinées.

## Biographie
Le premier club d'Esther Turpin est l'AC Saint-Joseph, où ses frères et sœurs plus âgés faisaient déjà de l'athlétisme. Elle s'oriente vers les épreuves combinées en voulant suivre le modèle de sa grande sœur qui pratiquait l'heptathlon. En 2018, elle est étudiante en psychomotricité.
Esther obtient des titres nationaux dès 2012 où elle devient championne de France cadette de l'heptathlon, titre qu'elle conservera l'année suivante dans la même catégorie. Elle suit la même trajectoire en 2014 où elle devient, cette fois-ci, championne de France junior de l'heptathlon.
Son année 2015 sera moins faste puisqu'elle ne parvient pas à terminer ses épreuves combinées lors des championnats de France juniors à Tours. Elle embarque pour la métropole en septembre pour le RC Arras avec comme objectif de passer un cap notamment grâce à une densité d'athlète plus élevée qu'à La Réunion.
Elle renoue vite avec le succès et dès 2016 elle conquiert le titre de championne de France espoir de l'heptathlon. Un titre qui passe de l'heptathlon au pentathlon en 2017 et auquel s'ajoute également une médaille d'argent lors des championnats de France en salle Elite. Elle reçoit une invitation de la part de la Fédération européenne pour prendre part aux Championnats d'Europe en salle de Belgrade des suites de ses bonnes performances. Elle y prendra la 14e place avec 4 143 points. La même année, lors des Championnats d'Europe espoirs elle fait 5 940 points, finissant au pied du podium.
Sa saison 2018 commence très fort, le 17 février elle devient championne de France Elite du pentathlon à Liévin. Elle est invitée à prendre part au très réputé meeting de Götzis. À cette occasion elle améliore son record de l'heptathlon de plus de 300 points le portant à 6 230 points, notamment en battant ses records personnels sur 100 m haies, 200 m, saut en hauteur, saut en longueur et 800 m. À l'issue de la dernière épreuve elle est élue meilleure «rookie» du meeting. Avec cette performance elle obtient son ticket pour les Championnats d'Europe de Berlin,,où elle finira 12e de l'heptathlon, battant son record personnel en saut en hauteur avec 1,79,.

Auparavant, elle remporte son premier titre de championne de France Elite à l'heptathlon le 8 juillet 2018 au stadium d'Albi (6100 pts).
Lors du Décastar 2018 à Talence en septembre, elle finit 8e avec 5 898 points.
Sa participation en tant qu'invitée au meeting international de Götzis fin mai 2022 lui permet de franchir le seuil des 6000 pts.
Elle remporte son second titre de championne de France Elite à l'heptathlon le 26 juin 2021 à Angers en cumulant 5806 pts.
Elle intègre le club Florentin Athlé (81) en 2021.
S'ensuit le titre de vice championne de France 2022 de l'heptathlon avec 5951 points le 26 juin 2022 à Caen,.
Depuis janvier 2023, elle s'entraine à l'Azusa Pacific University en Californie où elle poursuit la compétition de haut niveau.
Fin juillet 2023 et pour la 3ème fois en cinq ans, elle est sacrée championne de France d'heptathlon à Albi (6182pts).
Avec 4447 points division II NCAA au pentathlon le 13 mars, elle devient championne des États-Unis 2025.

Elle décroche son quatrième titre de championne de France à l'heptathlon le 3 août 2025 à Talence avec 6090 pts.

## Palmarès

### International
| Date | Compétition                           | Lieu      | Résultat | Épreuve    | Points    |
| ---- | ------------------------------------- | --------- | -------- | ---------- | --------- |
| 2013 | Championnats du monde cadets          | Donetsk   | 9e       | Heptathlon | 5 382 pts |
| 2014 | Championnats du monde juniors         | Eugene    | 17e      | Heptathlon | 5 282 pts |
| 2017 | Championnats d'Europe en salle        | Belgrade  | 14e      | Pentathlon | 4 143 pts |
| 2017 | Coupe d'Europe des épreuves Combinées | Tallinn   | 5e       | Heptathlon | 5 745 pts |
| 2017 | Championnats d'Europe espoirs         | Bydgoszcz | 4e       | Heptathlon | 5 940 pts |
| 2018 | Hypo-Meeting                          | Götzis    | 8e       | Heptathlon | 6 230 pts |
| 2018 | Championnats d'Europe                 | Berlin    | 11e      | Heptathlon | 6 093 pts |
| 2020 | Hypo-Meeting                          | Götzis    | 18e      | Heptathlon | 5 723 pts |
| 2022 | Hypo-Meeting                          | Götzis    | 14e      | Heptathlon | 6 015 pts |
| 2023 | Championnats du monde                 | Budapest  | 18e      | Heptathlon | 5 256 pts |

### National
| Indoor     | 2016 | 2017 | 2018 | 2019 | 2020 | 2021 | 2022 | 2023 |
| ---------- | ---- | ---- | ---- | ---- | ---- | ---- | ---- | ---- |
| Pentathlon | 11e  | 2e   | 1re  | 2e   | 3e   | -    | 3e   | -    |

| Outdoor    | 2016 | 2017 | 2018 | 2019 | 2020 | 2021 | 2022 | 2023 | 2025 |
| ---------- | ---- | ---- | ---- | ---- | ---- | ---- | ---- | ---- | ---- |
| Heptathlon | 5e   | -    | 1re  | 2e   | -    | 1re  | 2e   | 1re  | 1re  |

## Records
| Épreuve           | Performance   | Lieu         | Date           |
| ----------------- | ------------- | ------------ | -------------- |
| 100 mètres haies  | 13 s 14       | Caën         | 24 juin 2022   |
| Saut en hauteur   | 1,79 m        | Berlin       | 9 août 2018    |
| Lancer du poids   | 14.04 m       | Indianapolis | 13 mars 2025   |
| 200 mètres        | 24 s 53       | Albi         | 6 juillet 2018 |
| Saut en longueur  | 6,32 m        | Götzis       | 27 mai 2018    |
| Lancer du javelot | 46,65 m       | Berlin       | 10 août 2018   |
| 800 mètres        | 2 min 11 s 23 | Budapest     | 20 août 2023   |
| Heptathlon        | 6 230 pts     | Götzis       | 27 mai 2018    |

| Épreuve          | Performance   | Lieu         | Date             |
| ---------------- | ------------- | ------------ | ---------------- |
| 60 mètres haies  | 8 s 23        | Miramas      | 27 février 2022  |
| Saut en hauteur  | 1,78 m        | Reno         | 05 décembre 2024 |
| Lancer du poids  | 14.04 m       | Indianapolis | 13 mars 2025     |
| Saut en longueur | 6,16 m        | Indianapolis | 13 mars 2025     |
| 800 mètres       | 2 min 17 s 20 | Lyon         | 4 février 2018   |
| Pentathlon       | 4447 pts      | Indianapolis | 13 mars 2025     |